# El Gurú
El Gurú es él es el trigésimo noveno episodio de la serie animada de televisión Avatar: la leyenda de Aang y el décimo noveno capítulo de la segunda temporada.

## Sinopsis
En este episodio Aang va donde el Gurú Pathik que le enseña a controlar el Estado Avatar, pero para hacerlo los avatares poseen lo que se llama chakras que se trata de los estado y emociones en total son 7, de los cuales solo con el 4.º que es el amor y el 7.º que son los lazos mundanos es con los que tiene problema. Gurú le explica a Aang que el amor que el siente por sus seres queridos que eran todos los maestros aires que existían hace más de 100 años; renacieron en una sola persona y esa persona representa a todos sus seres queridos y siempre está contigo en las buenas y en las malas, esa persona tan especial para él es Katara. y sobre los lazos mundanos se refiere a que es el chakras que lo mantiene en la tierra.
Mientras tanto Sokka se encuentra con su padre por las costas del Reino Tierra, Katara y Momo están donde los generales del Reino Tierra que le entregan el plan de ataque a La Nación del Fuego. Luego Katara va a la tienda de té de Iroh y Zuko. Cuando Katara los ve, va corriendo al palacio a decírselo a las guerreras Kyoshi. Cuando llega se da cuenta de que no son las guerreras Kyoshi si no Azula, Mei y Tylee que usa su habilidad de paralizar contra Katara y la encierran en las cuevas de cristal bajo Ba Sing Se.
Aang, cuando esta por terminar el control del estado avatar, para el cual tiene que olvidar a Katara, a lo cual Aang se resiste pero luego cede pues es su deber de Avatar, pero luego tiene una visión de Katara en peligro así que quiere ir a rescatarla pero el Gurú le dice que no puede ir a rescatar a Katara porque o sino el chakra se cerrara pero Aang no le presta atención y se va.
Mientras tanto, Azula es capturada por unos soldados del reino tierra, los cuales la llevan a donde se encuentra un traidor, Long Feng, el cual le promete a Azula que la ayudará a atrapar al Avatar, con la condición de que ella le dé el control de Ba Sing Se.
Por otra parte Toph es capturada por Xin Fu y el maestro Yu que la llevan a donde su familia. Luego de un tiempo Toph descubre que puede manejar el metal y sale de la jaula y mete a Xin Fu y al maestro Yu dentro de esta.
Luego Iroh y Zuko reciben una invitación del rey de la tierra para preparar té, sin saber que realmente es una trampa de su hermana Azula.
- Datos: Q3223148